# 한국사 연표
한국사 연표(韓國史年表, 영어: timeline of Korean history)는 한국사를 적은 연표이다.

## 한국사 연표
| 연대    | 시대                | 국가                        | 국가                        | 국가                        | 국가                        | 국가                        | 국가                        | 사건 |             |                                                       |
| BC.70만 | 구석기 시대         | 구석기 시대                 | 구석기 시대                 | 구석기 시대                 | 구석기 시대                 | 구석기 시대                 | 구석기 시대                 | - BC.70만 년경 한반도 일대에 구석기 문화가 시작 - 수렵경제 - 뗀석기(石), 골각기(骨) - 주거생활 - 동굴이나 바위그늘 (전기) , 막집 (후기) |             |                                                       |
| BC.1만  | 중석기 시대         | 중석기 시대                 | 중석기 시대                 | 중석기 시대                 | 중석기 시대                 | 중석기 시대                 | 중석기 시대                 | - BC.1만 년경 한반도에 지금과 같은 지형·기후·동식물의 분포가 형성 - 구석기와 신석기의 과도기 - 잔석기, 이음도구(톱, 활, 창, 작살) |             |                                                       |
| 8000    | 신석기 시대         | 신석기 시대                 | 신석기 시대                 | 신석기 시대                 | 신석기 시대                 | 신석기 시대                 | 신석기 시대                 | - BC.8000년경 한반도 일대에 신석기 문화가 시작 - 생산/체집경제 - 간석기, 토기(빗살무늬토기 등..) - 주거생활 - 움집(중앙에 화덕 존재) - 신석기혁명(후기) - 농경 생활 시작 - 사회 - 부족사회, 평등사회, 모계사회 + 족외혼 + 씨족회의 - 원시신앙 - 애니미즘(태양, 물), 샤머니즘(무당, 주술), 토테미즘(동식물), 영혼불멸(영혼), 조상숭배(조상), 터부(금기) - BC.2333년 고조선 건국 |             |                                                       |
| 2000    | 청 동 기 시 대      | 고조선                      | 고조선                      | 고조선                      | 고조선                      | 고조선                      | 고조선                      | - BC.21세기 ~ BC.16세기 한반도 일대에 청동기 문화가 시작 |             |                                                       |
| 1000    | 청 동 기 시 대      | 고조선                      | 고조선                      | 고조선                      | 고조선                      | 고조선                      | 고조선                      | - BC.10세기 ~ BC.3세기 한반도 일대에 철기 문화가 시작 |             |                                                       |
| 500     | 철 기 시 대         | 고조선                      | 고조선                      | 고조선                      | 고조선                      | 고조선                      | 고조선                      | |             |                                                       |
| 300     | 철 기 시 대         | 진국                        | 진국                        | 진국                        |                             |                             |                             | |             |                                                       |
| 250     | 철 기 시 대         | 진국                        | 진국                        | 진국                        | 부여                        | 부여                        | 부여                        | - BC.4세기경 진국 성립함 - BC.238년경 부여 건국 |             |                                                       |
| 200     | 원 삼 국 시 대      | 진 한                       | 변 한                       | 마 한                       |                             | 부여                        | 부여                        | - BC.194년 위만이 준왕을 몰아내고 위만조선 건국 |             |                                                       |
| 150     | 원 삼 국 시 대      | 사로국                      | 변 한                       | 마 한                       |                             | 부여                        | 부여                        | - BC.108년 위만조선이 멸망 |             |                                                       |
| 100     | 원 삼 국 시 대      | 사로국                      | 변 한                       | 마 한                       | 옥 저                       | 부여                        | 부여                        | - BC.69년 신라의 시조 혁거세 거서간 탄생함 - BC.58년 고구려 시조 동명성왕 탄생함 - BC.57년 신라의 시조 혁거세 거서간이 경주에 건국 |             |                                                       |
| 50      | 원 삼 국 시 대      | 신 라                       | 변 한                       | 백 제                       | 옥 저                       | 고 구 려                    | 부 여                       | - BC.37년 고구려의 시조 고구려 동명성왕 주몽이 졸본에 건국 - BC.18년 백제의 시조 온조왕이 위례성에 건국 - BC.18년 고구려 유리왕 즉위 |             |                                                       |
| AD      | 원 삼 국 시 대      | 신 라                       | 가 야                       | 백 제                       | 옥 저                       | 고 구 려                    | 부 여                       | - 3년 고구려가 졸본에서 국내성으로 천도 - 4년 신라 남해 차차웅 즉위 - 18년 고구려 대무신왕 즉위 - 24년 신라 유리 이사금 즉위 - 28년 백제 다루왕 즉위 - 42년 가야의 시조 수로왕이 가야(금관가야)를 건국 - 44년 고구려 민중왕 즉위 - 48년 고구려 모본왕 즉위 - 48년 허왕후가 아유타국에서 금관가야로 와서 왕비가 됨 |             |                                                       |
| 50년    | 원 삼 국 시 대      | 신 라                       | 가 야                       | 백 제                       | 옥 저                       | 고 구 려                    | 부 여                       | - 53년 고구려 태조대왕 즉위 - 57년 신라 탈해 이사금 즉위 - 77년 백제 기루왕 즉위 - 80년 신라 파사 이사금 즉위 |             |                                                       |
| 100년   | 원 삼 국 시 대      | 신 라                       | 가 야                       | 백 제                       | 고 구 려                    | 고 구 려                    | 부 여                       | - 112년 신라 지마 이사금 즉위 - 128년 백제 개루왕 즉위 - 134년 신라 일성 이사금 즉위 - 146년 고구려 차대왕 즉위 |             |                                                       |
| 150년   | 원 삼 국 시 대      | 신 라                       | 가 야                       | 백 제                       | 고 구 려                    | 고 구 려                    | 부 여                       | - 154년 신라 아달라 이사금 즉위 - 165년 고구려 신대왕 즉위 - 166년 백제 초고왕 즉위 - 172년 고구려와 한나라사이에서 좌원대첩이 일어남 - 179년 고구려 고국천왕 즉위 - 184년 신라 벌휴 이사금 즉위 - 194년 고구려에서 진대법 실시 - 196년 신라 내해 이사금 즉위 - 197년 고구려 산상왕 즉위 - 199년 수로왕 사망함, 금관가야 제2대 국왕 거등왕 즉위 |             |                                                       |
| 200년   | 원 삼 국 시 대      | 신 라                       | 가 야                       | 백 제                       | 고 구 려                    | 고 구 려                    | 부 여                       | - 209년 고구려가 환도성으로 천도 - 214년 백제 구수왕 즉위 - 227년 고구려 동천왕 즉위 - 230년 신라 조분 이사금 즉위 - 234년 백제 사반왕 즉위 - 234년 백제 고이왕 즉위 - 244년 위나라의 관구검이 고구려를 침공 - 247년 신라 첨해 이사금 즉위 - 248년 고구려 중천왕 즉위 |             |                                                       |
| 250년   | 원 삼 국 시 대      | 신 라                       | 가 야                       | 백 제                       | 고 구 려                    | 고 구 려                    | 부 여                       | - 260년 백제에서 율령이 반포 - 261년 신라 미추 이사금 즉위 - 270년 고구려 서천왕 즉위 - 284년 신라 유례 이사금 즉위 - 285년 선비족이 부여를 침공 - 286년 백제 책계왕 즉위 - 292년 고구려 봉상왕 즉위 - 293년 모용씨가 고구려를 침공 - 298년 백제 분서왕 즉위 - 298년 신라 기림 이사금 즉위 |             |                                                       |
| 300년   | 삼 국 시 대         | 신 라                       | 가 야                       | 백 제                       | 고 구 려                    | 고 구 려                    | 부 여 고 구 려 속 국        | - 300년 고구려 미천왕 즉위 - 304년 백제 비류왕 즉위 - 310년 신라 흘해 이사금 즉위 - 313년 고구려가 낙랑을 병합 - 331년 고구려 고국원왕 즉위 - 342년 선비족 침입 - 344년 백제 계왕 즉위 - 346년 백제 근초고왕 즉위 |             |                                                       |
| 350년   | 삼 국 시 대         | 신 라                       | 가 야                       | 백 제                       | 고 구 려                    | 고 구 려                    | 부 여 고 구 려 속 국        | - 356년 신라 내물 마립간 즉위 - 371년 백제 근초고왕이 고구려를 침공, 고구려 고국원왕 전사, 소수림왕 즉위 - 372년 고구려에서 태학이 설치 - 373년 고구려에서 율령이 반포 - 375년 백제 근구수왕 즉위 - 384년 고구려 고국양왕 즉위 - 384년 백제 침류왕 즉위 - 385년 백제 진사왕 즉위 - 391년 고구려 광개토대왕 즉위 - 392년 고구려 광개토대왕이 백제를 침공, 백제 진사왕 사망, 아신왕 즉위 |             |                                                       |
| 400년   | 삼 국 시 대         | 신 라                       | 가 야                       | 백 제                       | 고 구 려                    | 고 구 려                    | 부 여 고 구 려 속 국        | - 400년 고구려의 광개토대왕이 신라에 침입한 왜구를 격퇴 - 402년 신라 실성 마립간 즉위 - 405년 백제 전지왕 즉위 - 407년 후연 격파 - 410년 고구려가 동부여를 멸망시킴 - 413년 고구려 장수왕 즉위 - 414년 고구려의 장수왕이 광개토대왕릉비를 건립 - 417년 신라 눌지 마립간 즉위 - 420년 백제 구이신왕 즉위 - 427년 백제 비유왕 즉위 - 427년 고구려가 평양성으로 천도 - 433년 신라와 백제가 나제동맹을 체결 |             |                                                       |
| 450년   | 삼 국 시 대         | 신 라                       | 가 야                       | 백 제                       | 고 구 려                    | 고 구 려                    | 부 여 고 구 려 속 국        | - 455년 백제 개로왕 즉위 - 458년 신라 자비 마립간 즉위 - 475년 백제 수도가 고구려군에 함락되고 개로왕이 피살됨. 백제 문주왕이 즉위하고 웅진으로 천도 - 477년 백제 삼근왕 즉위 - 479년 백제 동성왕 즉위 - 479년 신라 소지 마립간 즉위 - 491년 고구려 문자명왕 즉위 - 493년 나제 결혼동맹 - 494년 부여 고구려에 의해 멸망함 |             |                                                       |
| 500년   | 삼 국 시 대         | 신 라                       | 가 야                       | 백 제                       | 고 구 려                    | 고 구 려                    | 부 여 고 구 려 속 국        | - 500년 신라 지증왕 즉위 - 501년 백제 무령왕 즉위 - 502년 신라에서 우경 시작 - 503년 신라 지증왕 국호와 왕호를 정함 - 512년 신라의 이사부가 우산국을 병합 - 514년 신라 법흥왕 즉위 - 519년 고구려 안장왕 즉위 - 520년 신라에서 율령이 반포 - 522년 신라 대가야 결혼동맹 - 523년 백제 성왕 즉위 - 527년 신라 불교 공인함 - 531년 고구려 안원왕 즉위 - 532년 신라가 금관가야를 병합 - 538년 백제가 남부여(이하 백제)로 개명, 사비성으로 천도 - 540년 신라 진흥왕 즉위 - 545년 고구려 양원왕 즉위 |             |                                                       |
| 550년   | 삼 국 시 대         | 신라                        | 신라                        | 백 제                       | 고 구 려                    | 고 구 려                    | 부 여 고 구 려 속 국        | - 554년 백제와 신라의 관산성 전투에서 백제 성왕이 전사하고, 나제동맹이 결렬,백제 위덕왕이 즉위 - 559년 고구려 평원왕 즉위 - 562년 신라가 대가야를 병합 - 576년 신라 진지왕 즉위 - 579년 신라 진평왕 즉위 - 590년 고구려 영양왕 즉위 - 598년 백제 혜왕 즉위 - 598년 수나라가 고구려를 침공, 여·수 전쟁이 시작 - 599년 백제 법왕 즉위 |             |                                                       |
| 600년   | 삼 국 시 대         | 신라                        | 신라                        | 백 제                       | 고 구 려                    | 고 구 려                    | 부 여 고 구 려 속 국        | - 600년 백제 무왕 즉위 - 612년 수나라가 고구려를 재침, 을지문덕이 살수대첩에서 수나라 군대를 대파 - 618년 고구려 영류왕 즉위 - 632년 신라 선덕여왕 즉위, 첨성대 건립 - 641년 백제 의자왕 즉위 - 642년 고구려의 연개소문이 정변을 일으켜 정권을 장악, 보장왕이 즉위 - 642년 백제와 신라의 대야성 전투에서 백제가 승리 - 645년 당나라가 고구려를 침공, 양만춘이 안시성 전투에서 당 태종의 군대를 대파 - 647년 신라 진덕여왕 즉위 - 648년 신라와 당나라가 나당동맹을 체결 |             |                                                       |
| 650년   | 삼 국 시 대         | 신라                        | 신라                        | 백 제                       | 고 구 려                    | 고 구 려                    | 부 여 고 구 려 속 국        | - 654년 신라 무열왕 즉위 - 660년 백제가 멸망 - 661년 신라 문무왕 즉위 - 662년 고구려와 당나라 사이에서 사수대첩이 일어남 - 663년 나당연합군과 백제,왜연합군 사이에서 백강전투가 일어남 - 668년 고구려가 멸망 - 675년 신라와 당나라 사이에서 매소성 전투가 일어남 - 676년 신라가 당나라의 군대를 몰아내고(기벌포 전투) 한반도의 남부를 통일 - 681년 신라 신문왕 즉위 - 682년 신라 국학을 세움 - 685년 신라 9주 5소경 설치 - 689년 신라 녹읍 폐지 - 692년 신라 효소왕 즉위 - 698년 발해의 시조 고왕 대조영이 동모산에서 발해 건국 |             |                                                       |
| 650년   | 삼 국 시 대         |                             |                             |                             | 고 구 려                    | 고 구 려                    | 부 여 고 구 려 속 국        | |             |                                                       |
| 700년   | 남 북 국 시 대      | 신라                        | 신라                        | 신라                        | 신라                        | 발 해                       | 발 해                       | - 702년 신라 성덕왕 즉위 - 719년 발해 무왕 즉위 - 722년 신라 정전 지급 - 732년 발해가 당나라의 등주를 침공 - 737년 신라 효성왕 즉위 - 737년 발해 문왕 즉위 - 742년 신라 경덕왕 즉위 |             |                                                       |
| 750년   | 남 북 국 시 대      | 신라                        | 신라                        | 신라                        | 신라                        | 발해                        | 발해                        | - 751년 신라 불국사와 석굴암 건립 - 756년 발해가 상경 용천부로 천도 - 765년 신라 혜공왕 즉위 - 780년 신라 선덕왕 즉위 - 785년 신라 원성왕 즉위 - 788년 신라 독서삼품과 설치 - 771년 신라 에밀레종 완성 - 793년 발해 대원의가 즉위 - 793년 발해 성왕 즉위 - 794년 발해 강왕 즉위 - 798년 신라 소성왕 즉위 |             |                                                       |
| 800년   | 남 북 국 시 대      | 신라                        | 신라                        | 신라                        | 신라                        | 발해                        | 발해                        | - 800년 신라 애장왕 즉위 - 809년 발해 정왕 즉위 - 809년 신라 헌덕왕 즉위 - 812년 발해 희왕 즉위 - 817년 발해 간왕 즉위 - 818년 발해 선왕 즉위 - 822년 신라에서 김헌창의 난이 일어남 - 826년 신라 흥덕왕 즉위 - 828년 신라의 장보고가 청해진을 설치 - 831년 발해 대이진 즉위 - 836년 신라 희강왕 즉위 - 838년 신라 민애왕 즉위 - 839년 신라 장보고의 도움으로 신무왕 즉위 - 839년 신라 문성왕 즉위 - 846년 신라 장보고, 염장에 의해 암살 |             |                                                       |
| 850년   | 남 북 국 시 대      | 신라                        | 신라                        | 신라                        | 신라                        | 발해                        | 발해                        | - 857년 신라 헌안왕 즉위 - 857년 발해 대건왕 즉위 - 861년 신라 경문왕 즉위 - 871년 발해 대현석 즉위 - 875년 신라 헌강왕 즉위 - 886년 신라 정강왕 즉위 - 887년 신라 진성여왕 즉위 - 888년 신라 삼대목 편찬 - 889년 원종·애노의 난 - 894년 발해 대위해 즉위 - 897년 신라 효공왕 즉위 |             |                                                       |
| 900년   | 후 삼 국 시 대      | 신라                        | 신라                        | 후 백 제                    | 태봉                        | 발해                        | 발해                        | <고려초 : 진취, 개방, 호족 , 6두품> - 900년 후백제의 시조 견훤이 완산주에서 건국 - 901년 태봉의 시조 궁예가 송악에서 건국 - 904년 후고구려가 마진으로 개명 - 906년 발해 대인선 즉위 - 911년 마진이 태봉으로 개명 - 912년 신라 신덕왕 즉위 - 917년 신라 경명왕 즉위 - 918년 고려의 시조 태조 왕건이 철원에서 고려 건국 - 919년 송악으로 천도 - 924년 신라 경애왕 즉위 - 926년 거란의 침공으로 발해가 멸망 - 927년 후백제가 신라를 침공, 신라 경애왕 사망, 경순왕이 즉위,고려와 후백제 사이에서 공산 전투가 일어남 - 930년 고려와 후백제 사이에서 고창 전투가 일어남 - 935년 신라 경순왕이 고려에 항복하였으나, 신라 멸망 |             |                                                       |
| 900년   | 후 삼 국 시 대      | 신라                        | 신라                        | 후 백 제                    | 고려                        | 발해                        | 발해                        | <고려초 : 진취, 개방, 호족 , 6두품> - 900년 후백제의 시조 견훤이 완산주에서 건국 - 901년 태봉의 시조 궁예가 송악에서 건국 - 904년 후고구려가 마진으로 개명 - 906년 발해 대인선 즉위 - 911년 마진이 태봉으로 개명 - 912년 신라 신덕왕 즉위 - 917년 신라 경명왕 즉위 - 918년 고려의 시조 태조 왕건이 철원에서 고려 건국 - 919년 송악으로 천도 - 924년 신라 경애왕 즉위 - 926년 거란의 침공으로 발해가 멸망 - 927년 후백제가 신라를 침공, 신라 경애왕 사망, 경순왕이 즉위,고려와 후백제 사이에서 공산 전투가 일어남 - 930년 고려와 후백제 사이에서 고창 전투가 일어남 - 935년 신라 경순왕이 고려에 항복하였으나, 신라 멸망 |             |                                                       |
| 936년   | 고려                | 고려                        | 고려                        | 고려                        | 고려                        | 고려                        | 고려                        | - 936년 고려가 후백제를 병합하여 후삼국을 통일함 - 943년 고려 혜종 즉위 - 945년 고려에서 왕규의 난이 일어남, 고려 정종이 즉위 - 949년 고려 광종 즉위 |             |                                                       |
| 950년   | 고려                | 고려                        | 고려                        | 고려                        | 고려                        | 고려                        | 고려                        | - 956년 고려 광종이 노비안검법을 실시 - 958년 고려 광종이 과거 제도를 실시 - 975년 고려 경종 즉위 - 976년 전시과 제도를 실시 - 981년 고려 성종 즉위 - 983년 12목 설치 - 992년 국자감 설치 - 993년 거란이 고려를 침공, 서희가 거란의 소손녕과 담판하여 군사를 철수케하고 강동 6주를 양도받음 - 996년 철전주조(건원중보) - 997년 고려 목종 즉위 - 998년 전시과 개정 |             |                                                       |
| 1000년  | 고려                | 고려                        | 고려                        | 고려                        | 고려                        | 고려                        | 고려                        | <고려중기 : 보수, 폐회, 문벌귀족, 사대부> - 1009년 고려 현종 즉위,강조의 정변이 일어남 - 1010년 요나라(거란)가 고려를 재침 - 1018년 요나라가 고려를 다시 침공 - 1019년 강감찬이 귀주대첩에서 요나라 군대를 대파 - 1031년 고려 덕종 즉위 - 1034년 고려 정종 즉위 - 1044년 천리장성이 완공 - 1046년 고려 문종 즉위 |             |                                                       |
| 1050년  | 고려                | 고려                        | 고려                        | 고려                        | 고려                        | 고려                        | 고려                        | - 1076년 전시과 재개정, 관제개혁 - 1083년 고려 순종 즉위, 고려 선종 즉위 - 1086년 의천, 교장도감, 속장경 조판 - 1094년 고려 헌종 즉위 - 1095년 고려 숙종 즉위 - 1097년 주전도감 편찬 - 1102년 해동통보 발행 - 1104년 여진 1차정벌 실패, 별무반 설립 |             |                                                       |
| 1100년  | 고려                | 고려                        | 고려                        | 고려                        | 고려                        | 고려                        | 고려                        | - 1105년 고려 예종 즉위 - 1107년 윤관이 여진을 침공 - 1122년 고려 인종 즉위 - 1126년 이자겸의 난이 일어남 - 1135년 묘청이 서경 천도를 주장하였으나 실패하자, 묘청의 난을 일으킴 - 1145년 김부식이 《삼국사기》를 편찬 - 1146년 고려 의종 즉위 |             |                                                       |
| 1150년  | 고려                | 고려                        | 고려                        | 고려                        | 고려                        | 고려                        | 고려                        | <무신, 신진사대부> - 1170년 정중부 등이 무신정변을 일으켜 정권 장악, 무신 정권이 수립, 고려 명종이 즉위 - 1173년 김보당의 난 - 1174년 조위총의 난 - 1176년 공주 명학소 망이, 망소이의 난 - 1179년 경대승, 도방정치 - 1193년 김사미의 난, 효심의 난 - 1196년 최충헌이 정권을 장악, 최씨 무신 정권이 수립 - 1197년 고려 신종 즉위 - 1198년 만적이 난을 일으킴 |             |                                                       |
| 1200년  | 고려                | 고려                        | 고려                        | 고려                        | 고려                        | 고려                        | 고려                        | - 1204년 고려 희종 즉위 - 1211년 고려 강종 즉위 - 1213년 고려 고종 즉위 - <몽골, 권문세족> - 1219년 몽골과 통교 - 1232년 고려가 강화로 천도 - 1234년 금속활자로 상정고금예문 강행 - 1236년 고려대장경 조판 |             |                                                       |
| 1250년  | 고려                | 고려                        | 고려                        | 고려                        | 고려                        | 고려                        | 고려                        | - 1251년 팔만대장경 완성 - 1258년 쌍성총관부 설치함 - 1259년 고려 원종 즉위 - 1270년 고려가 개경으로 환도, 삼별초가 항쟁 - 1270년 동녕부 설치함 - 1273년 탐라총관부 설치함 - 1274년 충렬왕 즉위 - 1274년 고려와 원나라의 연합군이 일본 침공을 시도 - 1278년 녹과전 지급 - 1280년 정동행성 설치함 - 1285년 삼국유사 편찬(일연) - 1290년 동녕부를 폐지 |             |                                                       |
| 1300년  | 고려                | 고려                        | 고려                        | 고려                        | 고려                        | 고려                        | 고려                        | - 1304년 국학에 대성전 세움(안향의 주장) - 1308년 충선왕 1차 즉위 고려와 원나라의 학문교류에 힘을 씀 - 1313년 충숙왕 1차 즉위 - 1314년 만권당 설치 - 1330년 충혜왕 1차 즉위 - 1332년 충숙왕 2차 즉위 - 1339년 충혜왕 2차 즉위 - 1344년 충목왕 1차 즉위 - 1348년 충정왕 1차 즉위 |             |                                                       |
| 1350년  | 고려                | 고려                        | 고려                        | 고려                        | 고려                        | 고려                        | 고려                        | - 1351년 공민왕 즉위 - 1356년 정동행성을 폐지하고, 쌍성총관부를 수복 - 1359년 홍건적이 고려를 침공함 - 1362년 정세운ㆍ이성계 홍건적 격퇴 - 1363년 문익점이 목화를 들여옴 - 1366년 공민왕이 전민변정도감을 설치하고 신돈을 판사로 임명 - 1374년 목호의 난 일어남 - 1374년 고려 우왕 즉위 - 1376년 최영 왜구 정벌(홍산대첩) - 1380년 나세,최무선이 진포 대첩에서 왜구를 격파함 - 1380년 이성계가 왜구를 격파함(황산대첩) - 1383년 정지의 관음포 대첩이 일어남 - 1388년 이성계가 위화도 회군을 통해 정권을 장악, 고려 창왕 즉위 - 1389년 공양왕 즉위 - 1389년 박위가 대마도를 정벌 (쓰시마 섬) |             |                                                       |
| 1392년  | 조선                | 조선                        | 조선                        | 조선                        | 조선                        | 조선                        | 조선                        | - 1392년 조선의 시조 태조 이성계가 고려 공양왕의 양위를 받고 즉위해 조선 건국 - 1393년 조선 태조가 국호를 조선으로 개칭 - 1394년 한양으로 천도 - 1398년 제1차 왕자의 난이 일어남, 조선 정종 즉위 - 1399년 개경으로 천도 |             |                                                       |
| 1400년  | 조선                | 조선                        | 조선                        | 조선                        | 조선                        | 조선                        | 조선                        | - 1400년 제2차 왕자의 난 일어남, 조선 태종 즉위 - 1401년 신문고 설치 - 1405년 한양으로 재천도 - 1418년 조선 세종 즉위 - 1419년 이종무 대마도 정벌 (쓰시마 섬) - 1429년 농사직설 편찬 - 1434년 앙부일구 제작 - 1441년 측우기 제작 - 1443년 세종대왕 훈민정음 창제 - 1446년 세종대왕 훈민정음 반포 |             |                                                       |
| 1450년  | 조선                | 조선                        | 조선                        | 조선                        | 조선                        | 조선                        | 조선                        | - 1450년 조선 문종 즉위 - 1452년 조선 단종 즉위 - 1453년 계유정난 일어남 - 1455년 조선 세조 즉위 - 1466년 조선 직전법 실시 - 1468년 조선 예종 즉위 - 1469년 조선 성종 즉위 - 1485년 《경국대전》반포 - 1494년 조선 연산군 즉위 - 1498년 무오사화 일어남 |             |                                                       |
| 1500년  | 조선                | 조선                        | 조선                        | 조선                        | 조선                        | 조선                        | 조선                        | - 1504년 갑자사화 일어남 - 1506년 중종반정으로 조선 연산군 폐위되고, 조선 중종 즉위 - 1510년 삼포왜란 일어남 - 1512년 조선과 일본이 임신약조 체결 - 1519년 기묘사화 일어남 - 1521년 신사무옥 일어남 - 1543년 주세붕이 백운동서원 건립 - 1544년 조선 인종 즉위, 사량진 왜변 일어남 - 1545년 조선 명종 즉위 - 1545년 을사사화 일어남 - 1547년 정미약조 - 1549년 기유옥사 일어남 |             |                                                       |
| 1550년  | 조선                | 조선                        | 조선                        | 조선                        | 조선                        | 조선                        | 조선                        | - 1550년 백운동서원에 ‘소수서원’ 사액 - 1555년 을묘왜변이 일어남 - 1567년 조선 선조 즉위 - 1575년 사림이 동인과 서인으로 갈라짐 - 1589년 기축옥사(정여립의 난)가 일어남 - 1592년 도요토미 히데요시가 집권하던 왜군이 조선을 침공하여 임진왜란이 발발 - 1592년 한산도 대첩, 진주 대첩이 일어남 - 1593년 권율이 왜군을 격파함. 행주대첩 - 1597년 일본이 조선을 추가로 침공하여 정유재란이 발발.명량해전이 일어남 - 1598년 노량해전이 일어남.이순신이 전사함 |             |                                                       |
| 1600년  | 조선                | 조선                        | 조선                        | 조선                        | 조선                        | 조선                        | 조선                        | - 1608년 경기도에 대동법 실시 - 1608년 광해군 즉위 - 1609년 조선과 일본이 기유약조 체결 - 1610년 허준이 동의보감 찬진 - 1613년 계축옥사 일어남 - 1614년 지봉유설 완성 - 1623년 인조반정으로 조선 광해군이 폐위되고, 조선 인조 즉위 - 1624년 이괄이 난을 일으킴 - 1627년 후금이 조선을 침공하여 정묘호란이 발발 - 1635년 영정법을 실시함 - 1636년 청나라군이 조선을 재침하여 병자호란 발발 - 1637년 조선 인조가 삼전도에서 청나라에 항복 - 1649년 조선 효종 즉위 |             |                                                       |
| 1650년  | 조선                | 조선                        | 조선                        | 조선                        | 조선                        | 조선                        | 조선                        | - 1653년 시헌력 채택 - 1659년 조선 현종 즉위 - 1659년 제1차 예송논쟁이 일어남 - 1674년 조선 숙종 즉위 - 1674년 제2차 예송논쟁이 일어남 - 1678년 상평통보 발행 - 1680년 경신환국이 일어남 - 1689년 기사환국이 일어남 - 1694년 갑술환국이 일어남 |             |                                                       |
| 1700년  | 조선                | 조선                        | 조선                        | 조선                        | 조선                        | 조선                        | 조선                        | - 1712년 백두산에 백두산정계비를 건립 - 1720년 조선 경종 즉위 - 1721년 신축환국이 일어남 - 1722년 임인옥사가 일어남 - 1724년 조선 영조 즉위 - 1725년 을사환국 일어남, 조선 영조 탕평책 시행 - 1727년 정미환국 일어남 - 1728년 이인좌의 난 - 1729년 기유처분 - 1740년 경신처분 - 1741년 신유대훈 |             |                                                       |
| 1750년  | 조선                | 조선                        | 조선                        | 조선                        | 조선                        | 조선                        | 조선                        | - 1750년 균역법을 시행함 - 1755년 나주 벽서 사건·을해옥사가 일어남 - 1762년 임오화변이 일어남 / 정약용 출생 - 1763년 조엄의 고구마 전래 - 1776년 조선 정조 즉위 - 1784년 이승훈 천주교 전도 - 1784년 발해고 완성 - 1785년 대전통편 완성 - 1786년 천주교 금지령을 발표 - 1791년 신해통공을 실시, 신해사옥 일어남 - 1796년 수원 화성 완공 |             |                                                       |
| 1800년  | 조선                | 조선                        | 조선                        | 조선                        | 조선                        | 조선                        | 조선                        | - 1800년 조선 순조 즉위 - 1801년 신유사옥·황사영 백서 사건, 공노비 해방 - 1811년 홍경래가 홍경래의 난을 일으킴 - 1831년 천주교 조선교구 설치됨 - 1832년 영국의 로드 암허스트호가 최초로 통상을 요구 - 1834년 조선 헌종 즉위 - 1839년 기해사옥 일어남 - 1846년 병오사옥 일어남 - 1849년 조선 철종 즉위 |             |                                                       |
| 1850년  | 조선                | 조선                        | 조선                        | 조선                        | 조선                        | 조선                        | 조선                        | - 1860년 최제우가 동학 창도 - 1861년 김정호가 대동여지도 간행 - 1862년 진주에서 임술 농민 봉기 일어남 - 1863년 조선 고종 즉위하고, 흥선대원군 집권 - 1864년 동학의 교조 최제우 처형됨 - 1865년 경복궁 중건 - 1866년 병인박해, ,병인사옥·병인양요, 제너럴 셔먼호 사건 일어남 - 1868년 오페르트 도굴 사건이 일어남 - 1871년 신미양요 일어남, 전국에 척화비 건립 |             |                                                       |
| 1875년  | 조선                | 조선                        | 조선                        | 조선                        | 조선                        | 조선                        | 조선                        | - 1873년 최익현의 계유상소, 흥선대원군 하야 - 1875년 운요호 사건 일어남 - 1876년 조선과 일본간에 조일수호조규 체결 - 1880년 일본으로 수신사 파견 - 1881년 일본으로 조사시찰단 파견, 별기군 설치 - 1882년 조미수호조규 체결, 임오군란 일어남, 일본과 제물포조약 체결, 청국과 조청상민수륙무역장정 체결 - 1883년 조일통상장정 체결 - 1884년 갑신정변 일어남 - 1885년 청과 일본의 톈진조약, 일본과 한성조약 체결, 영국군이 거문도를 불법으로 점령 - 1886년 육영공원 설립,이화학당 설립 - 1889년 함경도에 방곡령 실시 - 1894년 동학농민운동 일어남, 갑오개혁 청일 전쟁 발발 - 1895년 을미사변 일어남 을미개혁, 을미의병 - 1896년 아관파천, 연호를 건양으로 정함, 독립협회 결성 |             |                                                       |
| 1897년  | 대한제국            | 대한제국                    | 대한제국                    | 대한제국                    | 대한제국                    | 대한제국                    | 대한제국                    | - 1897년 대한제국 고종이 제위에 등극하고, 대한제국을 수립해 연호를 광무로 고침 - 1898년 만민공동회 개최, 독립신문에 여권 통문을 발표 - 1899년 대한국 국제를 공포, 동대문-서대문 전차 개통 |             |                                                       |
| 1900년  | 대한제국            | 대한제국                    | 대한제국                    | 대한제국                    | 대한제국                    | 대한제국                    | 대한제국                    | - 1900년 경인선 철도 개통, 만국 우표 연합 가입, 종로에 가로등 설치 - 1901년 제주도 이재수의 난 일어남 - 1902년 신식 화폐 조례 발표, 간도에 관리 파견 - 1903년 서울-개성 철도 착공, 첫 하와이 이민 100명 보냄 - 1904년 러일 전쟁 발발, 한국과 일본간에 한일의정서 체결 - 1905년 을사늑약 체결 - 1906년 통감부 설치 - 1907년 국채보상운동, 대한제국 고종황제가 강제 퇴위되고 대한제국 순종황제가 즉위, 한국과 일본간에 한·일 신협약 체결, 군대가 해산, 헤이그 특사 파견, 고종 강제퇴위, 신민회 창립 - 1909년 남한 대토벌 작전 전개, 안중근이 이토 히로부미를 사살 |             |                                                       |
| 1910년  | 일 제 시 대         | 조선총독부 대한민국임시정부 | 조선총독부 대한민국임시정부 | 조선총독부 대한민국임시정부 | 조선총독부 대한민국임시정부 | 조선총독부 대한민국임시정부 | 조선총독부 대한민국임시정부 | - 1910년 한일병합조약 체결, 숭무학교 설립(멕시코 메리다) - 1911년 105인 사건이 일어남 - 1912년 토지조사사업 실시(1918년 종료) - 1914년 지세령 공포 - 1915년 6월 박은식이 한국통사(韓國痛史)를 편찬 - 1917년 대동 단결 선언 - 1919년 대한제국 고종황제 사망, 3·1 독립운동, 대한민국임시정부 수립, 의열단 창단, 기미 독립 선언서, 2.8 독립 선언 |             |                                                       |
| 1920년  | 일 제 시 대         | 조선총독부 대한민국임시정부 | 조선총독부 대한민국임시정부 | 조선총독부 대한민국임시정부 | 조선총독부 대한민국임시정부 | 조선총독부 대한민국임시정부 | 조선총독부 대한민국임시정부 | - 1920년 조선일보,동아일보가 창간됨 - 1920년 홍범도가 봉오동 전투에서 일본군을 격퇴, 김좌진이 청산리 대첩에서 일본군을 대파, 훈춘 사건 - 1920년 박은식이 한국독립운동지혈사(韓國獨立運動之血史)를 편찬, 회사령 철폐, 산미증식계획 실시, 진주 소년회 - 1921년 대한독립군단 결성,자유시 참변이 일어남, 천도교 소년회 창립, 조선어 연구회 창립 - 1923년 조선물산장려회가 창립, 육군 주만 참의부 설치, 신은행령 - 1923년 관세 철폐, 조선 형평사 창립, 국민대표회의 - 1924년 경성제국대학 설립, 정의부 조선 청년 총동맹 창립 - 1925년 치안유지법 시행, 조선 공산당 창당, 미쓰야 협정 - 1926년 대한제국 순종황제 사망, 6·10 만세 운동, 정우회 선언, 조선 민흥회 창립 - 1927년 신간회 결성, 근우회 결성, 조선 소년 연합회 조직, 조선 농민 총동맹 결성 |             |                                                       |
| 1930년  | 일 제 시 대         | 조선총독부 대한민국임시정부 | 조선총독부 대한민국임시정부 | 조선총독부 대한민국임시정부 | 조선총독부 대한민국임시정부 | 조선총독부 대한민국임시정부 | 조선총독부 대한민국임시정부 | - 1931년 5월 16일 신간회 해소, 조선어 학회 창립, 한인 애국단 수립 - 1932년 이봉창·윤봉길 의거 - 1935년 민족 혁명당 창당 - 1936년 1936년 베를린 올림픽에서 손기정이 금메달, 남승룡이 동메달 수상, 일장기 말소사건 발생, 동북항일연군 조직 - 1937년 보천보 전투 - 1938년 국가 총동원법 시행, 지원병제 제정, 조선 의용대 창설 - 1939년 국민 징용령 제정 |             |                                                       |
| 1940년  | 일 제 시 대         | 조선총독부 대한민국임시정부 | 조선총독부 대한민국임시정부 | 조선총독부 대한민국임시정부 | 조선총독부 대한민국임시정부 | 조선총독부 대한민국임시정부 | 조선총독부 대한민국임시정부 | - 1940년 한국 광복군이 창설, 한국독립당 설립 - 1941년 대한민국 건국 강령 - 1942년 조선 독립 동맹 조직 - 1943년 카이로 선언 발표, 학도 지원병제 제정 - 1944년 징병제, 여자 정신 근로령 제정 |             |                                                       |
| 1945년  | 미군정기 소련군정기 | 미군정기 소련군정기         | 미군정기 소련군정기         | 미군정기 소련군정기         | 미군정기 소련군정기         | 미군정기 소련군정기         | 미군정기 소련군정기         | - 1945년 8월 15일 일제 패망으로 광복, 조선인민공화국 수립, 군정청 설치 - 1946년 1월 15일 남조선국방경비대 창설 - 1946년 2월 8일 북조선임시인민위원회 창설 - 1946년 3월 20일 제1차 미소공동위원회 개최 - 1946년 6월 3일 이승만이 정읍발언을 함 - 1947년 2월 북조선인민위원회 창설 - 1947년 5월 21일 제2차 미소공동위원회 개최 |             |                                                       |
| 1948년  | 대한민국            | 대한민국                    | 대한민국                    | 제1공화국                   | 제1공화국                   | 제1공화국                   | 제1공화국                   | - 1948년 4월 3일 제주 4·3 사건 일어남 - 1948년 5월 10일 남한 총선거 - 1948년 7월 17일 대한민국 헌법이 공포됨 - 1948년 8월 15일 대한민국 정부 수립 - 1948년 9월 9일 조선민주주의인민공화국 정부 수립 - 1948년 10월 19일 여수·순천 사건 일어남 |             |                                                       |
| 1950년  | 대한민국            | 대한민국                    | 대한민국                    | 제1공화국                   | 제1공화국                   | 제1공화국                   | 제1공화국                   | - 1950년 6월 25일 한국 전쟁이 발발 - 1953년 7월 27일 휴전 협정 조인 - 1954년 11월 17일 사사오입개헌 |             |                                                       |
| 1955년  | 대한민국            | 대한민국                    | 대한민국                    | 제1공화국                   | 제1공화국                   | 제1공화국                   | 제1공화국                   | - 1958년 3월 3일 천리마 운동이 시작(조선민주주의인민공화국) |             |                                                       |
| 1960년  | 대한민국            | 대한민국                    | 대한민국                    | 제2공화국                   | 제2공화국                   | 제2공화국                   | 제2공화국                   | - 1960년 3월 15일 3·15 부정선거 - 1960년 4월 19일 4·19 혁명 시작 - 1960년 4월 26일 이승만 대통령 하야 - 1960년 6월 15일 대한민국 제2공화국 헌법 공포, 윤보선 대통령 취임 |             |                                                       |
| 1960년  | 대한민국            | 대한민국                    | 대한민국                    | 제3공화국                   | 제3공화국                   | 제3공화국                   | 제3공화국                   | - 1961년 5월 16일 박정희 등이 5·16 군사 정변 (5·16 군사 쿠데타) 을 일으켜 정권 장악. - 1961년 5월 18일 장면내각 총사퇴, 미국, 군사정권 인정. - 1961년 12월 12일 재향군인회 결성. - 1961년 12월 26일 일본 독도영유권 주장, 정부 항의각서 전달. - 1962년 3월 24일 박정희 최고의장, 대통령 권한대행. - 1962년 4월 1일 증권거래서 보통거래 시작. - 1962년 4월 2일 농촌진흥청 발족. - 1962년 6월 10일 제2차 통화개혁. - 1962년 6월 21일 무역진흥공사 발족. - 1962년 8월 27일 새나라자동차공장 준공. - 1963년 1월 1일 부산직할시로 승격. 민간인 정치활동 재게 허용. - 1963년 4월 25일 동아방송(DBS)개국. - 1963년 5월 11일 박정희 의장, 연내 민정 이양 발표. - 1963년 5월 14일 민정당 창당. - 1963년 7월 18일 민주당 창당. - 1963년 8월 30일 박정희 의장 예편, 민주공화당 입당. - 1963년 10월 15일 제5대 대통령 선거, 박정희 당선. - 1963년 11월 25일 박 의장, 존슨 미 대통령과 정상 회담. - 1963년 12월 7일 최고회의, 새 정부기구 확정 부총리제 신설. - 1963년 12월 17일 제3공화국 발족, 제5대 대통령 취임, 제6대 국회 개원. - 1963년 12월 21일 노동자 첫 해외진출, 광부 1진 123명 독일로 출국. - 1963년 12월 26일 대한민국 제3공화국 헌법이 공포, 박정희 대통령 취임 - 1964년 5월 7일 울산정유공장 준공 - 1964년 10월 31일 대한민국과 월남 간에 파병 협정 체결 |             |                                                       |
| 1965년  | 대한민국            | 대한민국                    | 대한민국                    | 제3공화국                   | 제3공화국                   | 제3공화국                   | 제3공화국                   | - 1965년 1월 5일 정부, 제2차 경제개발 5개년계획안 수립. - 1965년 1월 25일 제2한강교 (현 양화대교 구교) 개통. - 1965년 6월 22일 대한민국과 일본 간에 한일기본조약이 조인되어 국교가 정상화 - 1966년 4월 9일 인천제철공장 기공. - 1966년 8월 3일 산림청 발족. - 1967년 4월 1일 구로동 수출공업단지 준공. - 1967년 4월 20일 한국비료 준공. - 1967년 4월 21일 과학기술처 신설. - 1967년 5월 3일 제6대 대통령 선거, 박정희 당선. - 1967년 5월 25일 도서정리사업 (조선민주주의인민공화국) - 1968년 10월 31일 동양최대 쌍용시멘트 동해공장 준공. - 1968년 12월 5일 국민교육헌장 선포. - 1969년 3월 28일 김수환 대주교, 추기경에 서품 - 1969년 6월 3일 호남정유공장 준공 (전남 여천). - 1969년 7월 21일 경인고속도로 개통 - 1969년 9월 14일 3선 개헌안, 대한민국 국회에서 날치기 통과 |             |                                                       |
| 1970년  | 대한민국            | 대한민국                    | 대한민국                    | 제4공화국                   | 제4공화국                   | 제4공화국                   | 제4공화국                   | - 1970년 7월 7일 경부고속도로가 개통 - 1970년 8월 15일 남북평화통일에 관한 8.15선언 발표, 법무청 발족. 남산 제1호터널 개통. - 1971년 1월 1일 근대화백서 발표 (1961 ~ 1970년). - 1971년 3월 3일 서울-부산 자동전화 개통. - 1971년 7월 1일 제7대 대통령선거 박정희 당선. - 1971년 7월 30일 수도권 개발제한구역(그린벨트) 고시. - 1972년 1월 4일 한미섬유협정 조인. - 1972년 2월 12일 북한에 긴장완화 4개 선행조건 제시. - 1972년 7월 4일 7·4 남북 공동 성명이 발표 - 1972년 8월 3일 8·3 조치. 기업 부채 지불 유예 - 1972년 10월 31일 울산 석유화학 8개 공장 준공. |             |                                                       |
| 1970년  | 대한민국            | 대한민국                    | 대한민국                    | 제4공화국                   | 제4공화국                   | 제4공화국                   | 제4공화국                   | - 1972년 12월 27일 대한민국 유신헌법이 공포 - 1973년 3월 3일 한국방송사 (KBS) 발족. - 1973년 3월 12일 노동 3법 개정. - 1973년 3월 14일 주베트남 국군 철수 완료. - 1973년 3월 19일 헌법위원회 구성. - 1973년 5월 11일 항만관리청 선설. - 1973년 6월 23일 6.23외교 선언. 상호 내정불간섭 등 7개항 발표. - 1973년 7월 3일 포항종합제철 제1기 설비 준공. - 1973년 10월 15일 소양강다목적댐 준공. - 1973년 11월 14일 호남고속도로(전구간), 남해고속도로 개통. - 1974년 8월 15일 서울 지하철 1호선이 개통. - 1975년 1월 28일 동해고속도로 준공. - 1975년 3월 15일 핵무기 비확산조약 비준. - 1975년 3월 20일 제2땅굴 발견. - 1975년 9월 1일 여의도 국회의사당 준공. - 1975년 10월 14일 영동고속도로 (신갈~강릉구간) 개통. - 1975년 11월 7일 현대형 미사일 시험발사 성공. |             |                                                       |
| 1975년  | 대한민국            | 대한민국                    | 대한민국                    | 제4공화국                   | 제4공화국                   | 제4공화국                   | 제4공화국                   | - 1976년 3월 1일 김대중, 윤보선, 함석헌, 함세웅, 정일형 등이 민주구국선언문을 발표 - 1976년 8월 18일 판문점 도끼 만행사건 발생 - 1976년 10월 27일 안동댐 준공. - 1977년 1월 12일 박정희 대통령, 북한에 식량원조 제의. - 1977년 2월 28일 포항종합제철 냉압연공장 준공. - 1977년 5월 18일 한국과학재단 발족, 해외학자 유치 등 지원. - 1977년 6월 9일 국내 최초 고리원자력발전소 1호기 점화. - 1977년 6월 18일 임시행정수도건설특별법조치법 제정. - 1977년 6월 20일 박동진 외무장관, 핵개발 가능 시사. - 1977년 7월 10일 제23회 국제기능올림픽대회에서 우승. - 1977년 8월 4일 세계 최대 단일공장 남해화학 여수공장 완공. - 1977년 10월 18일 박정희 대통령, 평화통일 위한 3원칙 제시. - 1977년 12월 16일 국회, 12해리 영해법 제정. - 1977년 12월 17일 구마고속도로 개통. - 1977년 12월 22일 수출목표 100억 달러 달성. - 1978년 1월 1일 동력자원부 발족. - 1978년 4월 6일 정부, 고성능국산전차 M48 양산체제 시작. - 1978년 4월 14일 세종문화회관 개관. - 1978년 4월 30일 12해리 영해 공표. - 1978년 6월 23일 북한에 민간경제협의기구 설치 제의. - 1978년 7월 6일 박정희 통일주체국민회의에서 제 9대 대통령으로 선출. - 1978년 9월 26일 국산 유도탄 시험발사 성공. - 1978년 10월 27일 제3땅굴 발견. - 1978년 11월 7일 한미연합군사령부 발족. - 1978년 12월 13일 주한미군 전투부대 1진 철수. - 1979년 4월 25일 한·소 국제전화 개설 - 1979년 5월 5일 박정희 대통령, 발트하임 유엔사무총장 회담. - 1979년 6월 30일 박정희 대통령 ― 카터 미 대통령 정상회담. - 1979년 8월 11일 YH 사건 - 1979년 10월 16일 부산대 학생들의 시위로 부마항쟁 시작 - 1979년 10월 26일 10·26 사건이 일어나 박정희 대통령이 피격당해 서거, 전국 비상계엄 선포. - 1979년 12월 12일 12·12 군사 반란 |             |                                                       |
| 1980년  | 대한민국            | 대한민국                    | 대한민국                    | 제5공화국                   | 제5공화국                   | 제5공화국                   | 제5공화국                   | - 1980년 5월 18일 5·18 광주 민주화 운동이 일어남 - 1980년 10월 27일 대한민국 제5공화국 헌법이 공포 - 1982년 3월27일 프로야구 첫경기를 시작함 - 1983년 6월 30일 KBS 이산가족 찾기 생방송이 시작 - 1984년 5월 3일 교황 요한 바오로 2세가 방한 - 1984년 5월 18일 민주화추진협의회 발족 |             |                                                       |
| 1985년  | 대한민국            | 대한민국                    | 대한민국                    | 제5공화국                   | 제5공화국                   | 제5공화국                   | 제5공화국                   | - 1985년 7월 19일 부산 도시철도 1호선이 개통 - 1987년 1월 14일 박종철이 고문으로 사망 - 1987년 6월 민주항쟁 - 1987년 6월 29일 6.29 선언 - 1987년 10월 29일 대한민국 현행 헌법이 공포 |             |                                                       |
| 1985년  | 대한민국            | 대한민국                    | 대한민국                    | 노태우 정부                 | 노태우 정부                 | 노태우 정부                 | 노태우 정부                 | - 1988년 9월 17일 1988년 서울 올림픽이 개막 - 1989년 6월 30일 임수경이 방북 |             |                                                       |
| 1990년  | 대한민국            | 대한민국                    | 대한민국                    | 노태우 정부                 | 노태우 정부                 | 노태우 정부                 | 노태우 정부                 | - 1990년 1월 22일 노태우·김영삼·김종필이 3당 합당을 선언하고 민주자유당을 결성 - 1991년 9월 18일 남북한이 유엔(UN) 동시 가입 - 1991년 12월 9일 국제노동기구(ILO)가입 |             |                                                       |
| 1990년  | 대한민국            | 대한민국                    | 대한민국                    | 문민정부                    | 문민정부                    | 문민정부                    | 문민정부                    | - 1993년 2월 25일 김영삼 대통령 취임, 문민정부 출범 - 1993년 8월 12일 금융실명제 실시 - 1994년 7월 8일 김일성 사망, 김정일 국방위원장 집권 (조선민주주의인민공화국) |             |                                                       |
| 1995년  | 대한민국            | 대한민국                    | 대한민국                    | 문민정부                    | 문민정부                    | 문민정부                    | 문민정부                    | - 1995년 6월 29일 삼풍백화점 붕괴사고가 일어나서 삼풍그룹을 해체함 - 1997년 2월 12일 황장엽 조선민주주의인민공화국 노동당서기가 대한민국으로 망명 - 1997년 11월 21일 대한민국 정부가 국제통화기금(IMF)에 구제금융을 요청 |             |                                                       |
| 1995년  | 대한민국            | 대한민국                    | 대한민국                    | 국민의 정부                 | 국민의 정부                 | 국민의 정부                 | 국민의 정부                 | - 1998년 2월 25일 김대중 대통령 취임, 국민의 정부 출범 - 1998년 11월 18일 금강산 관광이 시작 - 1999년 6월 15일 제1연평해전이 일어남 |             |                                                       |
| 2000년  | 대한민국            | 대한민국                    | 대한민국                    | 국민의 정부                 | 국민의 정부                 | 국민의 정부                 | 국민의 정부                 | - 2000년 6월 15일 6·15 남북 공동 선언 발표 - 2001년 11월 25일 국가인권위원회 설립 - 2002년 5월 31일 2002년 축구 월드컵이 한국과 일본에서 공동 개최 - 2002년 6월 29일 서해교전사건 발생 |             |                                                       |
| 2000년  | 대한민국            | 대한민국                    | 대한민국                    | 참여정부 (노무현 정부)      | 참여정부 (노무현 정부)      | 참여정부 (노무현 정부)      | 참여정부 (노무현 정부)      | - 2003년 2월 25일 노무현 대통령 취임, 참여정부 출범 - 2004년 3월 12일 노무현 대통령 탄핵 소추안이 국회를 통과 - 2004년 4월 1일 KTX가 개통 - 2004년 5월 14일 대한민국의 헌법재판소가 노무현 대통령 탄핵 소추안을 기각 |             |                                                       |
| 2005년  | 대한민국            | 대한민국                    | 대한민국                    | 참여정부 (노무현 정부)      | 참여정부 (노무현 정부)      | 참여정부 (노무현 정부)      | 참여정부 (노무현 정부)      | - 2006년 12월 5일 수출 3000억 달러 돌파 - 2007년 1월 23일 인민혁명당 사건에 대해 대한민국의 대법원이 무죄를 선고 - 2007년 10월 2일~10월 4일 제2차 남북정상회담 개최. "남북관계 발전과 평화번영을 위한 선언" 발표 |             |                                                       |
| 2005년  | 대한민국            | 대한민국                    | 대한민국                    | 이명박 정부                 | 이명박 정부                 | 이명박 정부                 | 이명박 정부                 | - 2008년 2월 25일 이명박 대통령 취임, 이명박 정부 출범 - 2009년 UAE 원전 수주 60조원 - 2009년 5월 노무현 전 대통령 서거 - 2009년 9월 김대중 전 대통령 서거 |             |                                                       |
| 2010년  | 대한민국            | 대한민국                    | 대한민국                    | 이명박 정부                 | 이명박 정부                 | 이명박 정부                 | 이명박 정부                 | - 2011년 12월 17일 김정일 사망, 김정은 국방위원회 제1위원장 집권(조선민주주의인민공화국) - 2011년 무역 1조 달러 돌파 - 2012년 3월 15일 한미 FTA 발효 - 2012년 10월 5년간 경제성장률 17% 달성(세계평균 15.4%) |             |                                                       |
| 2010년  | 대한민국            | 대한민국                    | 대한민국                    | 박근혜 정부                 | 박근혜 정부                 | 박근혜 정부                 | 박근혜 정부                 | - 2013년 2월 25일 박근혜 대통령 취임, 박근혜 정부 출범 - 2014년 4월 16일 진도 팽목항에서 세월호 침몰, 사망자 304명 - 2014년 11월 중국과 FTA 협상 체결 - 2014년 12월 19일 통합진보당 위헌정당해산 사건 (대한민국 최초의 정당 해산사건) |             |                                                       |
| 2015년  | 대한민국            | 대한민국                    | 대한민국                    | 박근혜 정부                 | 박근혜 정부                 | 박근혜 정부                 | 박근혜 정부                 | - 2015년 11월 김영삼 전 대통령 서거 - 2016년 1월 6일 북한 4차 핵실험 - 2016년 9월 9일 북한 5차 핵실험 - 2016년 10월 24일 JTBC의 태블릿 PC보도 후 대한민국 최악의 국정농단사태 발생, 박근혜 - 최순실 게이트 - 2016년 12월 3일 박근혜 대통령 탄핵소추안 발의 - 2017년 3월 10일 박근혜 대통령 탄핵 |             |                                                       |
| 2015년  | 대한민국            | 대한민국                    | 대한민국                    | 문재인 정부                 | 문재인 정부                 | 문재인 정부                 | 문재인 정부                 | - 2017년 5월 10일 문재인 대통령 취임, 문재인 정부 출범 - 2017년 5월 12일 국정교과서 폐지 - 2017년 5월 14일 북한 탄도미사일로 추정되는 미사일 발사 - 2017년 5월 31일 이낙연 국무총리로 취임 - 2017년 6월 18일 강경화 최초 여성 외교부 장관 임명 - 2018년 2월 9일 평창 동계올림픽 개최 - 2018년 4월 27일 판문점 선언(판문점 평화의집 개최) - 2018년 6월 12일 2018년 북미정상회담(싱가포르 개최) - 2019년 2월 27일 2019년 북미정상회담(베트남 개최) |             |                                                       |
| 2020년  | 대한민국            | 대한민국                    | 대한민국                    | 문재인 정부                 | 문재인 정부                 | 문재인 정부                 | 문재인 정부                 | - 2020년 1월 20일 코로나19 사태 발생 - 2022년 3월 9일 대한민국 제20대 대선 시작 |             |                                                       |
|         | 대한민국            | 대한민국                    | 대한민국                    | 윤석열 정부                 | 윤석열 정부                 | 윤석열 정부                 | 윤석열 정부                 | - 2022년 5월 10일 윤석열 대통령 취임, 윤석열 정부 출범 - 2022년 6월 1일 제8회 전국동시지방선거 실시 - 2022년 6월 29일 한국 대통령 최초 나토회의 참석 - 2023년 7월 1일 서해선 소사~대곡 개통 - 2023년 12월 16일 경원선 소요산~연천 개통 - 2024년 4월 10일 대한민국 제22대 총선 시작 - 2024년 8월 10일 8호선 암사~별내 개통 - 2024년 11월 2일 서해선 서화성~홍성 개통 - 2024년 11월 30일 중부내륙선 충주~문경 개통 - 2024년 12월 21일 대구 1호선 안심~하양 개통 |             |                                                       |
| 2025년  | 대한민국            | 대한민국                    | 대한민국                    | 윤석열 정부                 | 윤석열 정부                 | 윤석열 정부                 | 윤석열 정부                 | - 2025년 1월 1일 동해선 삼척~영덕 개통 - 2025년 4월 4일 윤석열 대통령 탄핵 |             |                                                       |
|         | 대한민국            | 대한민국                    | 대한민국                    |                             |                             | 이재명 정부                 | 이재명 정부                 | 이재명 정부 | 이재명 정부 | - 2025년 6월 4일 이재명 대통령 취임, 이재명 정부 출범 |
|         |                     |                             |                             |                             |                             |                             |                             | |             |                                                       |

## 같이 보기
- 한국의 역사
- 드라마로 보는 역사
- 동아시아 근대사 연표
- 세계사 연표

## 참고 자료
- 이덕일,《살아있는 한국사 1》, 휴머니스트, 2003년.
- 국사편찬위원회 1종도서연구개발위원회, 고등학교 국사 (하), 교육부, 1996년.